# Karen Stollznow
Karen Stollznow (nascida em 12 de agosto de 1976) é uma escritora, linguista e cética australiana- americana, autora de vários livros sobre linguística e ceticismo, além de colunas em revistas e jornais, e apresentadora do podcast Monster Talk.

## Carreira
Estudante de linguística e história na Universidade da Nova Inglaterra em Armidale, Nova Gales do Sul , ela se formou com destaque em Linguística, e seguiu para o doutorado na área de Semântica Lexical, concluindo este em 2007. Em 2004, ela se mudou para a Califórnia para se tornar pesquisadora visitante do Departamento de Linguística da Universidade da Califórnia, em Berkeley. Em 2005, tornou-se pesquisadora da Script Encoding Initiative, um projeto conjunto entre o Departamento de Linguística da UC Berkeley e o Unicode Consortium.
De 1997 a 2009, Stollznow foi uma destacada investigadora e escritora para a organização Australian Skeptics e foi editora da revista da entidade, The Skeptic, para o qual também escreveu vários artigos. também escreveu para publicações como Australasian Science, Neucleus, e Skeptical Inquirer, entre outras.

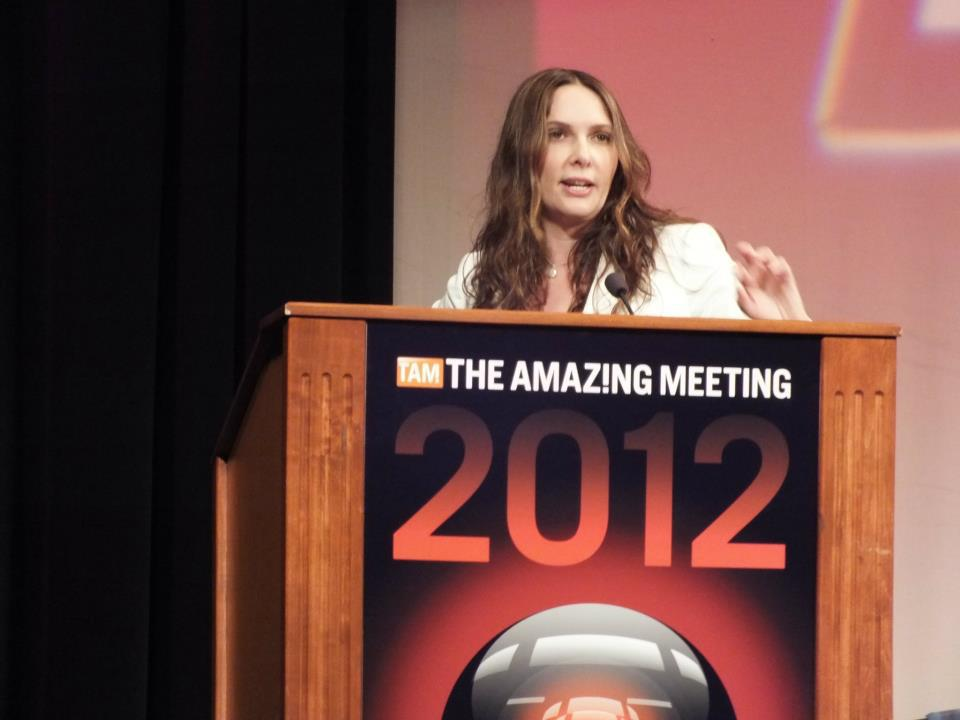
Apresentação de Karen Stollznow na TAM 2012.

Desde 2009, ela escreve a coluna Naked Skeptic para o Committee for Skeptical Inquiry (CSI).  Em 2010, ela assumiu a coluna Bad Language para a revista Skeptic americana.  Ela apresenta o podcast MonsterTalk da Skeptics Society desde o seu início em 2009, e em 2010 passou também a apresentar o podcast Point of Inquiry.  Ela apresentou palestras em diversos eventos, como os encontros SkeptiCamp em 2011, The Amazing Meeting em 2012 e 2013.
Stollznow também é pesquisadora da James Randi Educational Foundation.  É editora colaboradora da revista Skeptical Inquirer , membro do Comitê para a Investigação Cética e membro de seu Conselho Executivo.

## Publicações selecionadas
- Stollznow, Karen (2017).  The Language of Discrimination. LINCOM GmbH. ISBN 978-3862887903
- Stollznow, Karen (2017).  Would You Believe It?: Mysterious Tales From People You'd Least Expect. Amazon Digital Services. ASIN B01MQVE2Z5
- Stollznow, Karen (2016).  Hits and Mrs. Amazon Digital Services. ASIN B01BJGUCXI
- Stollznow, Karen (2014).  Language Myths, Mysteries and Magic.  ISBN 978-1137404855
- Stollznow, Karen (2013).  God Bless America: Strange and Unusual Religious Beliefs and Practices in the United States.  ISBN 978-1939578006
- Stollznow, Karen (2013). Haunting America. James Randi Educational Foundation. ASIN B00DSQVBAQ.
- Stollznow, Karen (2010). Skepticism and the Paranormal: A Rose By Any Other Name. In Bonett, W. (Ed.) The Australian Book of Atheism. Scribe Publications ISBN 1-921640-76-6 OCLC 653346301
- Stollznow, Karen (Junho de 2009), «The Writing's On the Wall for the World's Endangered Writing Systems», The Australian and New Zealand Journal of Technical Communication Southern Communicator (17): 12–13
- Stollznow, Karen (2009), «Book Notes for Keith Allan & Kate Burridge, Forbidden words: Taboo and the censoring of language. Language in Society», Cambridge University Press, 38 (1): 135–136, OCLC 4668942846, doi:10.1017/s0047404508090234
- Stollznow, Karen (2008), «Dehumanisation in language and thought», Journal of Language and Politics, 7 (2): 177–200, OCLC 535670348, doi:10.1075/jlp.7.2.01sto
- Stollznow, Karen (2007), «Key Words in the Discourse of Discrimination: A Semantic Analysis», PhD dissertation University of New England, OCLC 277175055
- Stollznow, Karen (2005), «When Opposites Attract: The Re-appropriation and Amelioration of Words in Australian English», Society of North America, Boston
- Stollznow, Karen (2004), «Whinger! Wanker! Wowser! 'Aussie English insults: deprecatory language and the Australian Ethos'» (PDF), Proceedings of the 2003 Australian Linguistic Society, Australian Journal of Linguistics
- Collins, Anne ed. Stollznow, Karen (2004), «Who You Gonna Call?», ISBN 0-12-360243-2, English Express 2: 33–38
- Stollznow, Karen (2003), «The semantics and usage of abusive epithets in Australian English. Conference paper proceedings», New Zealand Linguist Society Wellington
- Stollznow, Karen (2002), «Terms of Abuse in Australian English: An analysis of abusive and insulting epithets in Australian English», University of New England BA honors Thesis

## Vida pessoal
Karen Stollznow nasceu em Manly, subúrbio de Sydney, e cresceu em Collaroy, nas praias do norte de Sydney. Mais tarde saiu da Austrália e viveu na área da baía de San Francisco , Califórnia.
Stollznow é casada com o cético Matthew Baxter, da dupla Bryan & Baxter, e mora em Denver, Colorado com seu filho Blade.